# Eduardo Arroyo
Eduardo Arroyo (n. 26 februarie 1937, Madrid, Noua Castilie⁠(d), Spania – d. 14 octombrie 2018, Madrid, Spania) a fost un pictor și grafician spaniol.